# Instytut Hodowli i Aklimatyzacji Roślin

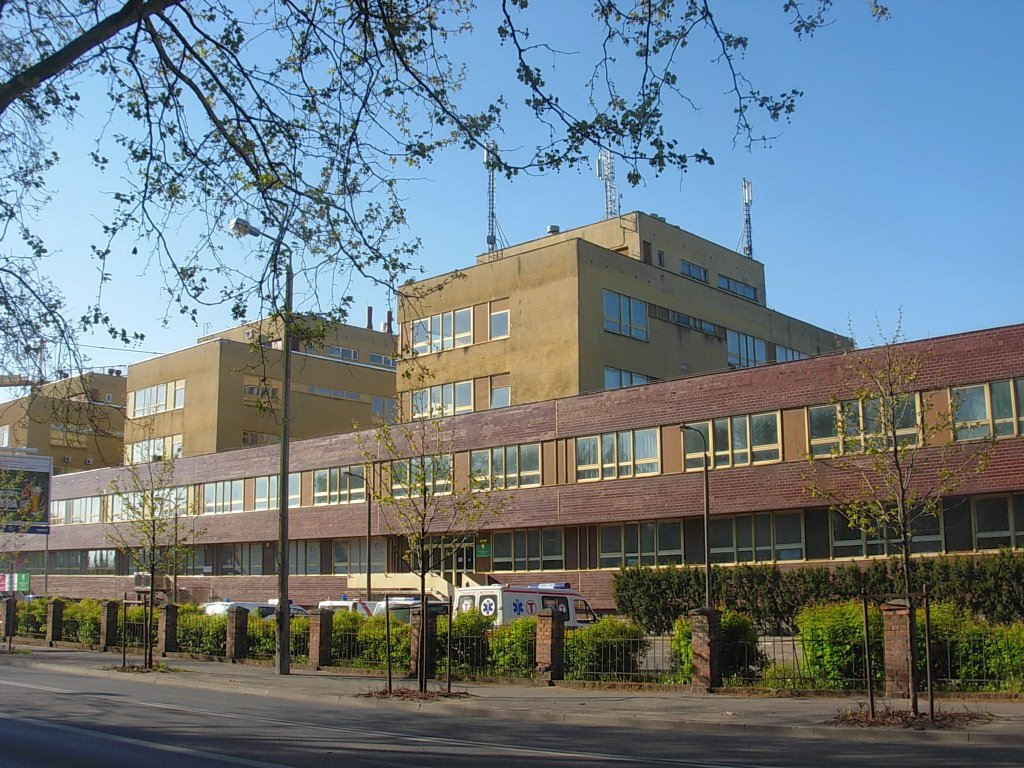
Oddział Instytutu Hodowli i Aklimatyzacji Roślin w Bydgoszczy

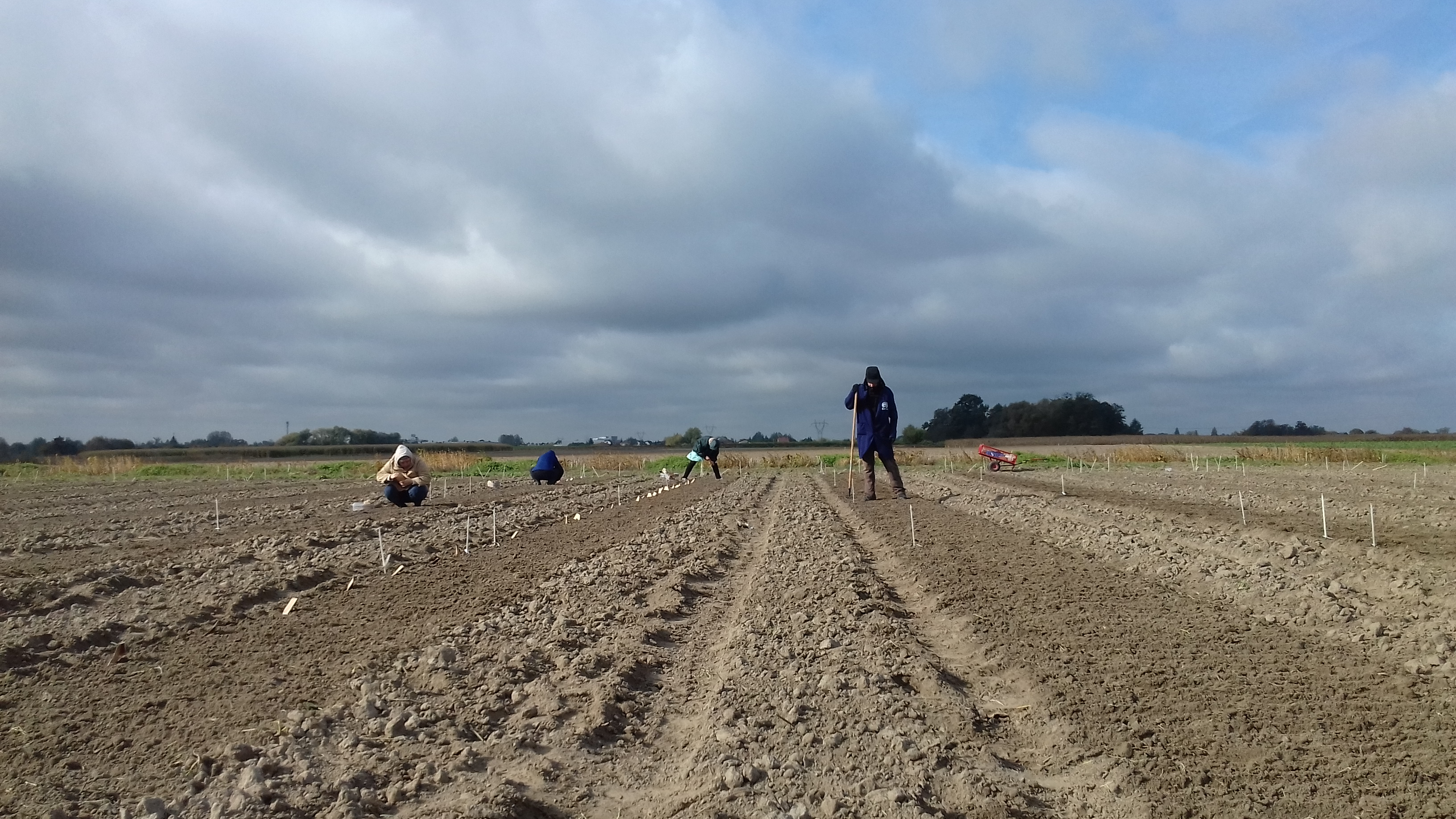
Młodzi naukowcy z IHAR-PIB Radzików zakładają poletka doświadczalne na cele badań z obszaru agronomii. W rozłożonych torebkach są ziarniaki zbóż różnych odmian i linii genetycznych.

Instytut Hodowli i Aklimatyzacji Roślin – Państwowy Instytut Badawczy – instytut badawczy podlegający Ministrowi Rolnictwa i Rozwoju Wsi,  od 2010 roku posiadający status państwowego instytutu badawczego, z siedzibą w Radzikowie (woj. mazowieckie).

## Badania
Instytut prowadzi badania w dziedzinie hodowli i nasiennictwa rolniczych roślin uprawnych. Główne cele działalności to:
- tworzenie i wykorzystanie postępu biologicznego w hodowli roślin uprawnych,
- opracowanie nowych elementów technologii produkcji roślin oleistych i korzeniowych oraz przechowalnictwa ziemniaków,
- gromadzenie i utrzymywanie w stanie żywym zasobów genowych roślin,
- wytwarzanie materiałów wyjściowych do hodowli twórczej roślin rolniczych.

## Siedziby
Instytut Hodowli i Aklimatyzacji Roślin prowadzi działalność w ośrodkach naukowych w Radzikowie, Boninie, Bydgoszczy, Jadwisinie, Młochowie i Poznaniu. W skład Instytutu wchodzi także siedem Zakładów Doświadczalnych Hodowli i Aklimatyzacji Roślin działających w różnych rejonach kraju. Z dziewięciu Zakładów Doświadczalnych Hodowli i Aklimatyzacji Roślin utworzone zostały w roku 2000 trzy jednoosobowe spółki z ograniczoną odpowiedzialnością.

## Historia
IHAR został utworzony w 1951 jako placówka naukowa, do prowadzenia badań w dziedzinie hodowli i nasiennictwa rolniczych roślin uprawnych, technologii uprawy roślin oleistych, korzeniowych i ziemniaka oraz prac  wdrożeniowych, upowszechnieniowych, normalizacyjnych i unifikacyjnych w tym zakresie.
W 2006 IHAR zatrudniał 601 osób, w tym w jednostkach naukowych 420 osób, a w Zakładach Doświadczalnych 181 osób.
16 marca 2010 Rada Ministrów wydała rozporządzenie w sprawie nadania Instytutowi Hodowli i Aklimatyzacji Roślin w Radzikowie statusu Państwowego Instytutu Badawczego.

## Dyrektorzy
- Michał Rokicki (od 2021)
- Henryk Bujak (2018–2021)
- Stanisław Karpiński (2017–2018)
- Edward Arseniuk (1998–2017)

## Zadania
Do zadań Instytutu należy również:
- upowszechnianie wyników badań i wdrażanie ich do praktyki,
- kształcenie i doskonalenie kadr specjalistów z dziedzin objętych działalnością Instytutu,
- doradztwo metodyczne w zakresie ocen materiału siewnego i sadzeniaków, prowadzenie współpracy z zagranicą,
- opracowywanie i publikowanie wydawnictw związanych z dziedzinami objętymi działalnością Instytutu,
- wykonywanie ekspertyz, prac doświadczalnych i technicznych oraz innych prac usługowych o charakterze badawczym,
- gromadzenie, przetwarzanie i upowszechnianie informacji naukowo-technicznej,
- prowadzenie branżowej działalności normalizacyjnej.